# Sakuraia
Sakuraia là một chi rêu trong họ Entodontaceae.